# Дубовка (Карагандинская область)
Дубовка (каз. Дубовка) — село в Абайском районе Карагандинской области Казахстана. Административный центр Дубовского сельского округа. Находится примерно в 12 км к северо-северо-востоку от районного центра, города Абай. Код КАТО — 354049100.

## История
Возникновение села Дубовка связано с переселением украинских крестьян в Казахстан в 1905—1907 годах.
Как самостоятельный населённый пункт село Дубовка существует с 1909 года. Документ о создании села опубликован в газете «Акмолинские областные ведомости» за 23 февраля 1909 года, который гласит:
Журнальным постановлением общего присутствия Акмолинского областного правления от 10 февраля определено: ввести сельское общественное управление на участке Каракуль с наименованием  его селением Дубовским
Первоначальная площадь составляла 5095 десятин земли. Из общественных зданий имелся только молитвенный дом. Ближайшая школа находилась в 55 верстах, а врачебный пункт в 130 верстах. Население составляло 705 человек, из них 320 мужчин. В 1931 году в Дубовке зарегистрировано 51 хозяйство, тогда же было решено переселить крестьян посёлка Самарского в Дубовку. В тридцатые годы Дубовку коснулась массовая миграция населения: часть людей перешла на строительство железной дороги Караганда — Балхаш, на шахты Караганды.
В 2016 году передано из состава Бухар-Жырауского района в Абайский район.

## Население
В 1999 году население села составляло 3843 человека (1805 мужчин и 2038 женщин). По данным переписи 2009 года в селе проживали 3993 человека (1911 мужчин и 2082 женщины).